# Ventrobythere
Ventrobythere is een geslacht van kreeftachtigen uit de klasse van de Ostracoda (mosselkreeftjes).

## Soorten
- Ventrobythere parallela Schornikov & Mikhailova, 1990
- Ventrobythere ventrata Schornikov & Mikhailova, 1990